# Castelletto Cervo
Castelletto Cervo är en ort och kommun i provinsen Biella i regionen Piemonte i Italien. Kommunen hade 820 invånare (2018).